# Japanse ruwhaai
De Japanse ruwhaai (Oxynotus japonicus) is een vissensoort uit de familie van de zeevarkenshaaien (Oxynotidae). De wetenschappelijke naam van de soort is voor het eerst geldig gepubliceerd in 1985 door Yano & Murofushi.